# Union de Transports Aériens
Union de Transports Aériens (im Außenauftritt als UTA firmierend) war eine französische Fluggesellschaft mit Sitz in Paris und Basis auf dem Flughafen Paris-Charles de Gaulle. Das Unternehmen wurde im Jahr 1990 von der Fluggesellschaft Air France übernommen und ging im Dezember 1992 in dieser auf.

## Ursprung der UTA

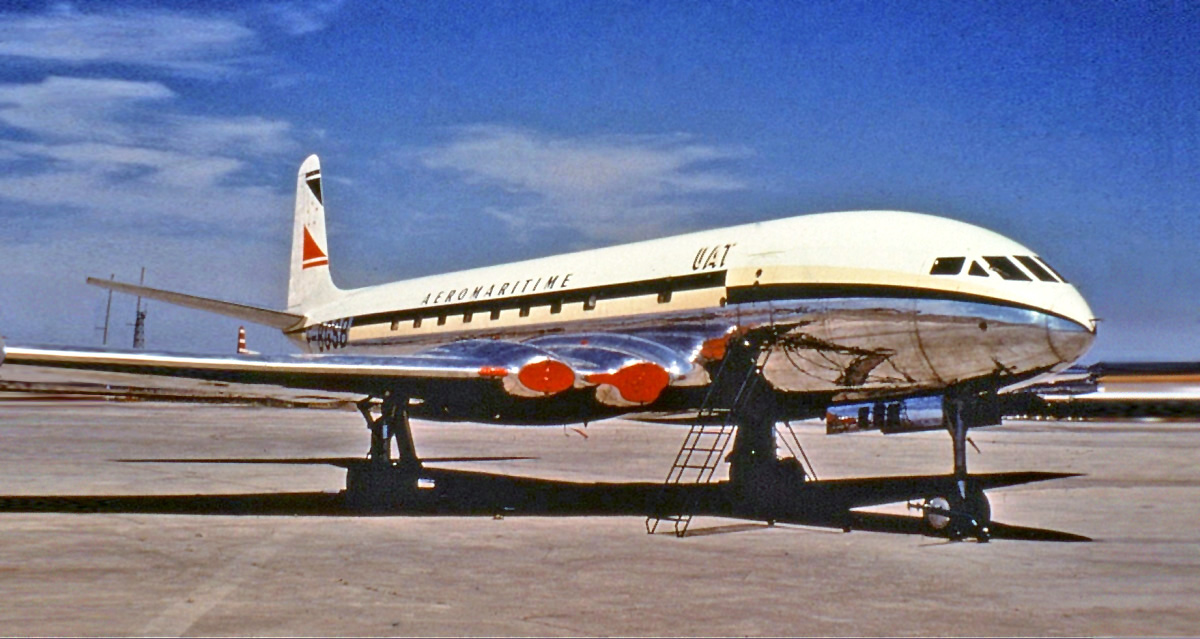
Eine De Havilland Comet 1A der Union Aéromaritime de Transport (UAT)

Die Union de Transports Aériens (UTA) ging im Jahr 1963 aus dem Zusammenschluss der zwei privaten französischen Fluggesellschaften Transports Aériens Intercontinentaux (TAI) und Union Aéromaritime de Transport (UAT) hervor. Die Ursprünge dieser Unternehmen reichen zum Teil bis in das Jahr 1933 zurück.

### Union Aéromaritime de Transport (UAT)
Im Jahr 1933 gründete die französische Reederei  Chargeurs Réunis die Fluggesellschaft Aéromaritime, um Luftpost von der westafrikanischen Küste ins Innere des Kontinents zu transportieren. Erste Postflüge erfolgten ab dem 7. Juli 1935 zwischen Cotonou und Niamey. Im Anschluss setzte die Gesellschaft auch werksneue Flugboote des Typs Sikorsky S-43  entlang der Küste zwischen Dakar und Pointe-Noire ein. Da diese Regionen kaum erschlossen waren, musste Aéromaritime zahlreiche Stützpunkte und Versorgungseinrichtungen selbst errichten. Die Postfluggesellschaft schloss sich am 13. Oktober 1949 mit der 1948 gegründeten Société aérienne de transports internationaux (SATI) zur neu gegründeten Union Aéromaritime de Transport (UAT) zusammen, an der auch Air France beteiligt war. Die Union Aéromaritime de Transport (ICAO-Code: UT), die ihre Basis auf dem Flughafen Le Bourget hatte, bot außer vielen Frachtflügen unter anderem Langstreckenverbindungen von Paris zu Zielorten in Zentral- und Westafrika sowie nach Saigon (Indochina) an. Ab Ende der 1940er Jahre setzte das Unternehmen primär Flugzeuge des Typs Douglas DC-4 ein.
Im Februar 1953 erhielt UAT die erste ihrer drei De Havilland DH.106 Comet der Serie 1A und gehörte damit zu den ersten Fluggesellschaften, die Strahlflugzeuge in Dienst stellten. Sie kamen auf der Route von Paris über Casablanca und Dakar nach Abidjan zum Einsatz. Aufgrund der konstruktionsbedingten Mängel wurden die beiden nach einem Landeunfall noch verbliebenen Comet nur bis April 1954 betrieben und von Maschinen des Typs Douglas DC-6 abgelöst. In den Jahren 1953 und 1954 übernahm UAT neun De Havilland DH.114 Heron, die meist in Afrika und Asien für Anschluss- und Zubringerflüge benutzt wurden. Ab 1954 wurden sieben fabrikneue Nord Noratlas der Baureihe 2502 erworben (Kennzeichen F-BGZA bis -BGZG), die zusätzlich mit zwei kleinen Strahltriebwerken ausgerüstet waren.
Im Mai 1955 übernahm UAT die 1946 gegründete Fluggesellschaft Aigle Azur, die zahlreiche Strecken nach Nordafrika, dem Nahen Osten und Indochina bediente. Eingeschlossen war eine große Flotte von Douglas DC-3. Drei Strahlflugzeuge des Typs Douglas DC-8 erweiterten ab 1960 die Flotte. Im Jahr 1961 beteiligten sich UAT und Air France an der Gründung der multinationalen Air Afrique, an welcher die zwei französischen Unternehmen anfangs auch Gesellschaftsanteile in Höhe von je 17 Prozent besaßen.
Der ursprüngliche Unternehmensname wurde wiederbelebt, als UTA im Jahr 1966 die Tochtergesellschaft Aéromaritime gründete. Diese Chartergesellschaft wurde vor allem durch die für Airbus betriebenen, unförmigen Frachtflugzeuge des Typs Super Guppy bekannt.

### Transports Aériens Intercontinentaux (TAI)

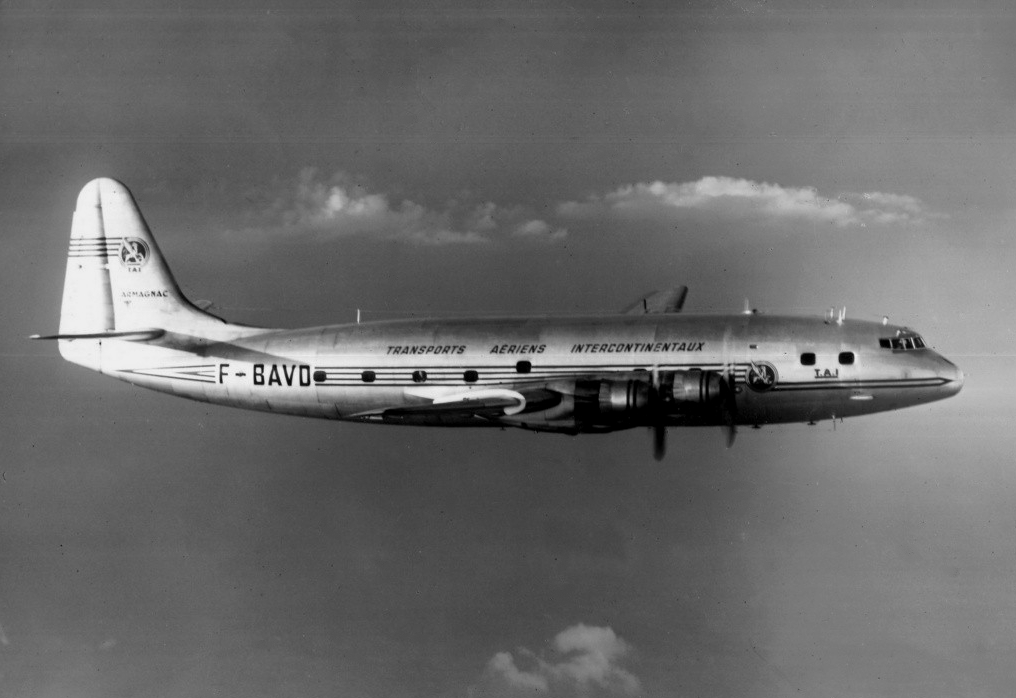
Eine SE.2010 Armagnac der TAI im Jahr 1953

Die Fluggesellschaft Transports Aériens Intercontinentaux (TAI) wurde am 1. Juni 1946 gegründet und nahm den Betrieb von ihrer Basis auf dem Flughafen Paris-Orly zunächst nach Casablanca (Marokko) auf. Anfänglich setzte Transports Aériens Intercontinentaux (ICAO-Code: TI) mindestens acht Amiot AAC.1 ein, eine in Frankreich bis 1948 hergestellte Version der Junkers Ju 52/3m. Im Mai 1947 erhielt TAI zwei fabrikneue Bristol 170 Freighter Srs. 1A (Luftfahrzeugkennzeichen F-BCJM, -JN).
Nach Übernahme der ersten von KLM gebraucht gekauften Douglas DC-4 (C-54A) eröffnete sie am 23. Oktober 1947 eine Linienverbindung von Paris-Orly nach Saigon in Französisch-Indochina. Die Strecke wurde zunächst mit Zwischenlandungen in Damaskus, Bahrain, Karatschi, Delhi und Kalkutta beflogen.
Im Jahr 1948 nahm TAI Linienflüge von Paris über Duala nach Libreville sowie über Bamako nach Abidjan auf. Die Anzahl der von KLM gekauften DC-4 erhöhte sich bis Herbst 1948 auf neun Maschinen, mit denen etwa zeitgleich auch eine über Brazzaville und Livingstone geführte Verbindung nach Tananarive (Madagaskar) eingerichtet wurde. Im Jahr 1950 flog TAI kurzzeitig auch die karibischen Übersee-Départements Martinique und Guadeloupe an, mit Zwischenlandung auf den Bermudas. Die Indochina-Strecke wurde im Jahr 1952 von Saigon nach Hanoi verlängert und zudem auch Bangkok bedient.
Zwischen 1948 und 1950 erwarb TAI vier Handley Page Halifax als Frachtflugzeuge. Diese Maschinen der Baureihe HP.70 Halifax C.VIII waren zu Militärtransporten umgebaute ehemalige Bomber. Alle vier Flugzeuge wurden dann auf die Gesellschaften Société Auxiliaire de Navigation Aérienne (SANA, Kennzeichen F-BCJR und -JT) oder Société Aero Cargo (F-BCJS und -JX) registriert und auch von diesen eingesetzt.
TAI besaß eine weitere Halifax C.VIII (F-BCJZ), die aber nur durch die Société Co-operative de Transports Aérien (SOCATRA) genutzt wurde und am 17. Dezember 1947 bei Lyon-Bron verunglückte. Alle Maschinen waren über die Firma Anglo-French Distributors erworbene ehemalige Transporter der Royal Air Force.
Bis zur Auslieferung ihrer ersten Maschinen des Typs Douglas DC-6 erhielt TAI von staatlicher Seite zwischen Mai und November 1952 vier Exemplare des damals ungewöhnlich großen viermotorigen Langstrecken-Verkehrsflugzeugs Sud-Est SE.2010 Armagnac zur kostenlosen Nutzung. Mit diesem Typ, der bis zu 160 Passagiere befördern konnte, wurden hauptsächlich Strecken nach Tananarive, Dakar, Abidjan und Casablanca beflogen. Nach Erhalt der ersten Douglas DC-6 musterte TAI die vier Armagnac ab Frühjahr 1953 aus. Mit den neuen Flugzeugen eröffnete das Unternehmen am 18. April 1953 eine zweite Route nach Madagaskar, die über Kairo, Dschibuti und Nairobi führte.
TAI richtete im Januar 1956 eine Linienverbindung von Saigon über Darwin (Australien) nach Nouméa ein, der Hauptstadt des Überseegebietes Neukaledonien. Die Gesellschaft stationierte anschließend Maschinen des Typs Douglas DC-3 in Nouméa, mit denen Anschlussflüge nach Port Vila und Espiritu Santo (Neue Hebriden) sowie nach Nadi (Fidschi) und den Wallis-Inseln erfolgten. Ab Frühjahr 1957 flog TAI im pazifischen Raum auch Brisbane (Australien) und Auckland (Neuseeland) an. In Hinblick auf eine geplante Verlängerung der pazifischen Linienstrecke bis nach Französisch-Polynesien führte die Gesellschaft im Mai 1957 erstmals einen außerplanmäßigen Flug zwischen Nouméa und Bora Bora durch. Ab dem 2. Oktober 1958 setzte TAI ihre Douglas DC-6 planmäßig auf dieser Route ein. Gleichzeitig erwarb sie die in Papeete ansässige staatliche Régie Aérienne Interinsulaire (RAI), die als Tochtergesellschaft bestehen blieb und mit den Anschlussflügen von Bora Bora nach Tahiti beauftragt wurde.
Im Winter 1957/58 erhielt TAI drei werksneue Douglas DC-7C, die neben der Lockheed Starliner den technischen und leistungsmäßigen Höhepunkt der Ära der Langstreckenflugzeuge mit Kolbenmotoren vor dem Übergang zum Strahlflugzeugzeitalter darstellte. Auch bei TAI wurde die Flotte in den Jahren 1960 und 1961 dann um Strahlflugzeuge des Typs Douglas DC-8-33 erweitert. Nach Eröffnung des Flughafens Papeete nahm die Gesellschaft im Jahr 1960 auch Linienflüge von Tahiti über Honolulu (Hawaii) nach Los Angeles auf.

## Union de Transports Aériens (UTA)
Die zwei Gesellschaften UAT und TAI, die viele Strecken parallel zueinander beflogen, fusionierten am 1. Oktober 1963 unter dem Namen Union de Transports Aériens (UTA). Der Hauptanteilseigner des neuen Unternehmens war weiterhin die Chargeurs Réunis, die bereits im Jahr 1933 die Aéromaritime gegründet hatte.

### Zeitraum 1963 bis 1975

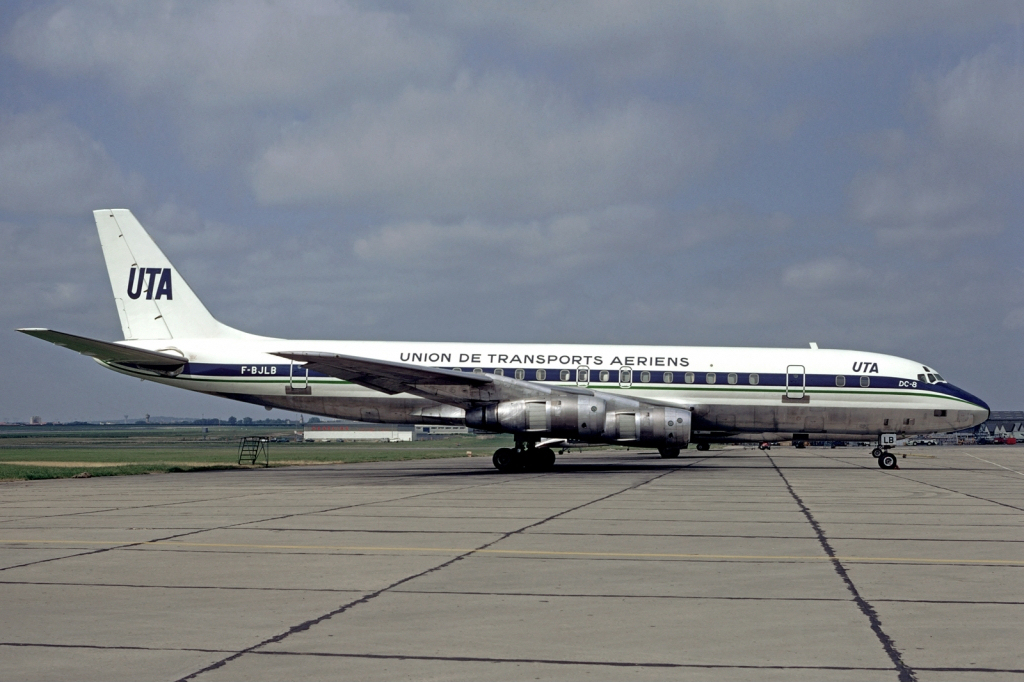
Eine DC-8-53 auf dem Flughafen Le Bourget im Jahr 1973

Die anfängliche Flotte der UTA bestand aus fünf Strahlflugzeugen des Typs Douglas DC-8 sowie 13 kolbenmotorgetriebenen Maschinen des Typs Douglas DC-6, wovon einige im pazifischen Raum stationiert waren. Aufgrund einer vom französischen Verkehrsministerium erlassenen Regelung führte UTA im Gegensatz zur staatlichen Air France fast ausnahmslos von Paris ausgehende Langstreckenflüge nach Afrika, Asien, Australien und zu den französischen Überseegebieten im Pazifik durch. Daneben bot die Gesellschaft einen Linienverkehr von Tahiti nach Hawaii und Los Angeles an. Innerhalb Europas wurden neben fünf nationalen Zielorten nur die Städte Athen und Rom regulär angeflogen. In den 1960er-Jahren lösten weitere Douglas DC-8 die vorhandenen Propellerflugzeuge schrittweise ab. Zudem stationierte das Unternehmen ab 1966 zwei Maschinen des Typs Sud Aviation Caravelle in Neukaledonien. Die Caravelle kamen auf Linienflügen von Nouméa nach Auckland und Sydney zum Einsatz. Ab den frühen 1970er-Jahren flog UTA von ihrem Drehkreuz in Nouméa auch Tokio einmal wöchentlich an.
Anfänglich war die Union de Transports Aériens auf dem Pariser Flughafen Le Bourget beheimatet, wo sie umfangreiche Werftanlagen (ab 1971 UTA Industries) errichtete, in denen Anfang der 1980er-Jahre unter anderem zwei Spezialtransporter des Typs Super Guppy gefertigt wurden. Im Jahr 1966 gründete die Gesellschaft das Tochterunternehmen Aéromaritime, das zunächst die Charterflüge der UTA übernahm und ab Dezember 1971 auch Bauteile für den Flugzeughersteller Airbus transportierte. Zwei weitere Tochtergesellschaften der UTA waren die in Port Vila beheimatete Air Hébride sowie die auf Tahiti ansässige Réseau Aérien Interinsulaire (RAI). Beide Unternehmen führten Zubringerflüge für die Muttergesellschaft durch. Zudem besaß UTA eine Minderheitsbeteiligung an der französischen Fluggesellschaft Air Inter sowie in den 1960er-Jahren auch Anteile an den afrikanischen Gesellschaften Air Ivoire, Air Volta und Transgabon.
Zusammen mit den Fluggesellschaften KLM, SAS und Swissair bildete UTA im Jahr 1969 die KSSU-Gruppe. Die vier Unternehmen nutzten gemeinsame Flugsimulatoren und teilten die Wartungsarbeiten an ihren Flugzeugen untereinander auf, um dadurch Kosten zu sparen. Die KSSU-Gruppe tätigte am 7. Juni 1969 eine gemeinsame Bestellung über 23 Großraumflugzeuge des Typs McDonnell Douglas DC-10, von denen fünf für die UTA bestimmt waren.
Im Jahr 1970 flog UTA weltweit 45 Zielorte an und beförderte dabei 313.926 Passagiere. Zu diesem Zeitpunkt beschäftigte die Fluggesellschaft rund 3100 Angestellte. Weitere 1500 Mitarbeiter waren bei dem Tochterunternehmen UTA Industries tätig, das die eigenen Maschinen sowie Flugzeuge der Air Afrique, Air Congo, Finnair und anderer Fluggesellschaften wartete. Im Jahr 1974 verlegte die Gesellschaft ihren Flugbetrieb auf den neuen Flughafen Paris-Charles de Gaulle, nutzte aber im Anschluss weiterhin die Werfteinrichtungen in Le Bourget.
Anfang 1973 wurde die erste DC-10 ausgeliefert, die am 10. März 1973 erstmals auf einem Flug nach Johannesburg zum Einsatz kam. Bis März 1975 stellte UTA vier weitere Maschinen dieses Typs in Dienst und musterte zeitgleich die ältesten Douglas DC-8 aus.

### Zeitraum 1976 bis 1992

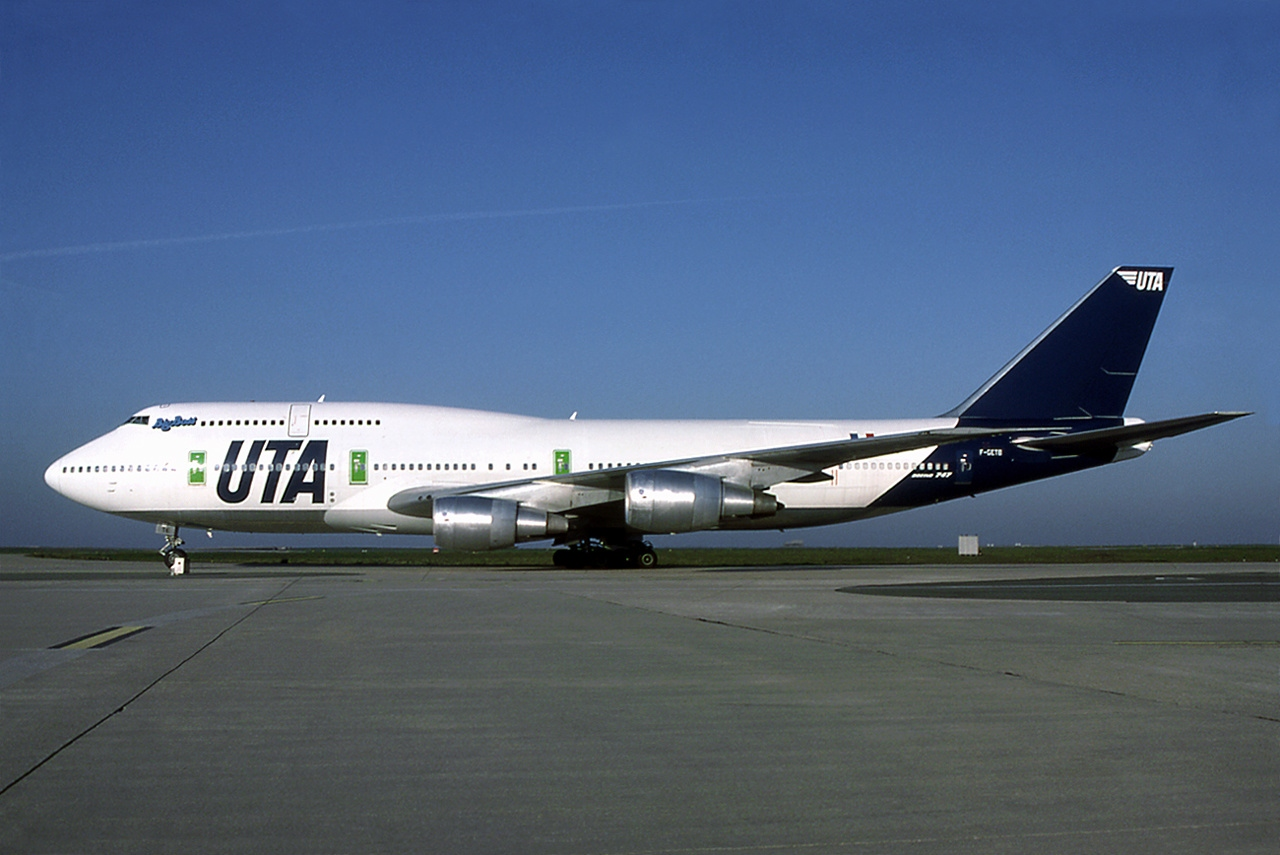
Am 1. März 1983 erhielt UTA als erste Fluggesellschaft die Boeing 747-300

Anfang 1978 bestand die Flotte des Unternehmens aus sechs Flugzeugen des Typs McDonnell Douglas DC-10 und elf Maschinen des Typs Douglas DC-8, darunter zwei Frachtflugzeuge. Daneben besaß UTA auch Propellermaschinen, die aber ausschließlich von den zwei pazifischen Tochtergesellschaften genutzt wurden. Aufgrund der zunehmenden Bedeutung des Luftfrachtgeschäfts gründete das Unternehmen im Jahr 1979 die nichtselbständige Firmensparte UTA Cargo, die ihren Betrieb mit zwei Frachtmaschinen des Typs Boeing 747-200F aufnahm. Die Flugzeuge kamen im Frachtcharterverkehr hauptsächlich auf afrikanischen Routen zum Einsatz. Im Frühjahr 1981 übernahm UTA zwei werksneue Boeing 747-200 in Passagierauslegung und am 1. März 1983 als weltweit erste Fluggesellschaft eine Boeing 747-300 vom Hersteller. Mitte der 1980er-Jahre erhielten die zwei Boeing 747-200 durch einen von UTA Industries ausgeführten Umbau ebenfalls ein verlängertes Oberdeck.
Anfang der 1980er-Jahre hatte das Unternehmen mit rückläufigen Passagierzahlen zu kämpfen. Um Überkapazitäten zu vermeiden, wurden alle Douglas DC-8 bis Anfang 1985 außer Dienst gestellt und die Auslieferung von zwei Boeing 747-300 auf das Jahr 1986 verzögert. Die Gesellschaft flog im Jahr 1984 weltweit 43 Zielorte an, wovon 26 in Afrika lagen. Die afrikanischen Strecken trugen zwei Drittel zum gesamten Verkehrsaufkommen bei.
Im Jahr 1984 beförderte die Gesellschaft 851.945 Fluggäste, was einem Rückgang von 8,9 % im Vergleich zum Vorjahr entsprach. Weil aber durch die Flottenreduzierung die Betriebskosten sanken und sich die Auslastung der Maschinen verbesserte, erwirtschaftete UTA einen Gewinn von 219,4 Millionen französische Franc und verbesserte damit ihr Betriebsergebnis im Vergleich zu den Vorjahren erheblich.
Aufgrund von Einbrüchen im Frachtverkehr mit den westafrikanischen Staaten wurde eine Boeing 747 der UTA Cargo ab 1984 an die Saudi Arabian Airlines sowie danach an die Lufthansa vermietet und schließlich im Jahr 1986 an die Air France verkauft.
Im Juni 1986 nahm die französische Charterfluggesellschaft Minerve den Flugbetrieb von Paris nach Tahiti auf, wodurch UTA ihr Monopol auf dieser Route verlor. Im selben Jahr lockerte das französische Verkehrsministerium die strikte Trennung, die bislang für die Liniennetze der Air France und der UTA galt. Die Gesellschaft flog Tahiti ab Ende 1986 auch aus östlicher Richtung an und konkurrierte dabei auf dem neuen Streckenabschnitt zwischen Paris und San Francisco mit der Air France. Parallel dazu verlängerte Air France ihre bestehende Los Angeles-Route und bot erstmals Flüge nach Papeete an. Im Jahr 1987 beantragte UTA Streckenrechte nach New York sowie für einige europäische Routen, was aber vom französischen Verkehrsministerium abgelehnt wurde. Als Ersatz für die DC-10 bestellte das Unternehmen im Sommer 1987 sechs Flugzeuge des Typs Airbus A340, deren Auslieferung ab Oktober 1992 erfolgen sollte. Im September 1989 erhielt die Gesellschaft ihre erste Boeing 747-400, eine zweite folgte im April 1991.
Der Hauptaktionär der Union de Transports Aériens war die Unternehmensgruppe Chargeurs, die 82,9 % der Unternehmensanteile besaß. Im Januar 1990 veräußerte Chargeurs 54 % ihrer Anteile an die Air France, die damit die Mehrheitsbeteiligung an der UTA sowie an deren Tochtergesellschaft Aéromaritime übernahm. Die Europäische Kommission sah in der Übernahme einen Verstoß gegen das Kartellrecht, so dass UTA zunächst als eigenständige Tochtergesellschaft bestehen bleiben musste. Nachdem die EU-Kommission einer Fusion der beiden Unternehmen zugestimmt hatte, wurde die Union de Transports Aériens im Dezember 1992 vollständig in die Fluggesellschaft Air France integriert.

## Flotte

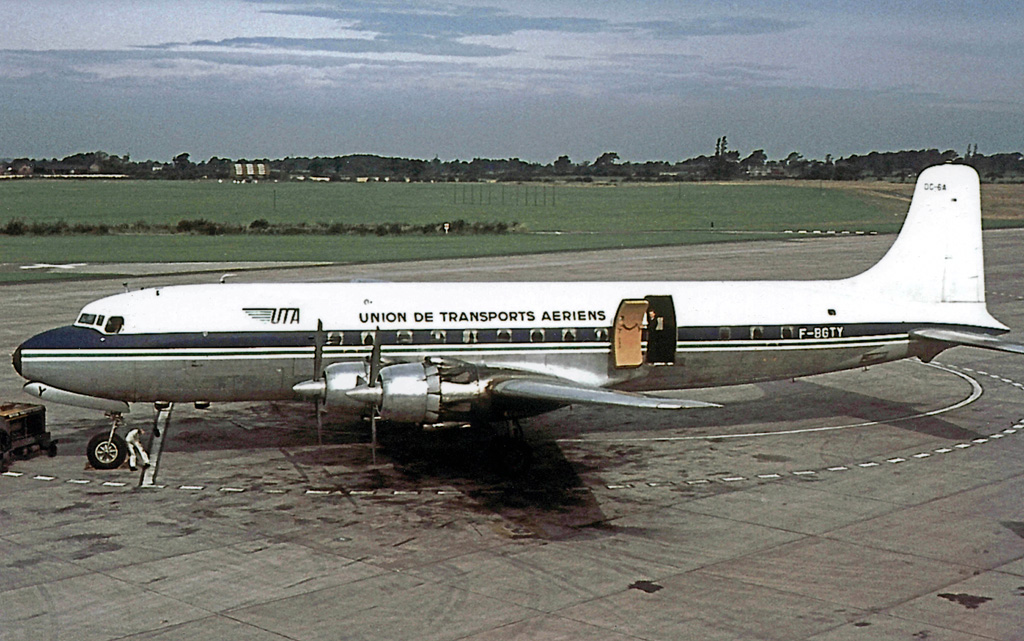
Eine Douglas DC-6 der UTA im Jahr 1964

- Boeing 707-300C (1979 geleast von Abelag Airways)
- Boeing 747-200F, 747-200M, 747-300, 747-400 und 747SP  (Boeing 747SP geleast von Luxair)
- Bristol 170 (TAI)
- Britten-Norman BN-2A-9 Islander (betrieben für Air Hébride)
- De Havilland DH.106 Comet (UAT)
- De Havilland DH.114 Heron (UAT)
- Douglas DC-3 (TAI, UAT)
- Douglas DC-4 (betrieben für Air Polynésie)
- Douglas DC-6A und DC-6B
- Douglas DC-7 (TAI)
- Douglas DC-8-32, DC-8-53, DC-8-55, DC-8-62,  DC-8-63, DC-8-63CF und DC-8-63PF
- Fokker F-27A (betrieben für Air Hébride)
- Handley Page H.P.70 Halifax C.VIII (TAI)[38]
- McDonnell Douglas DC-10-30
- Nord Noratlas (UAT)
- Sud Aviation Caravelle 10R
- Sud-Est SE.2010 Armagnac (TAI)

## Zwischenfälle

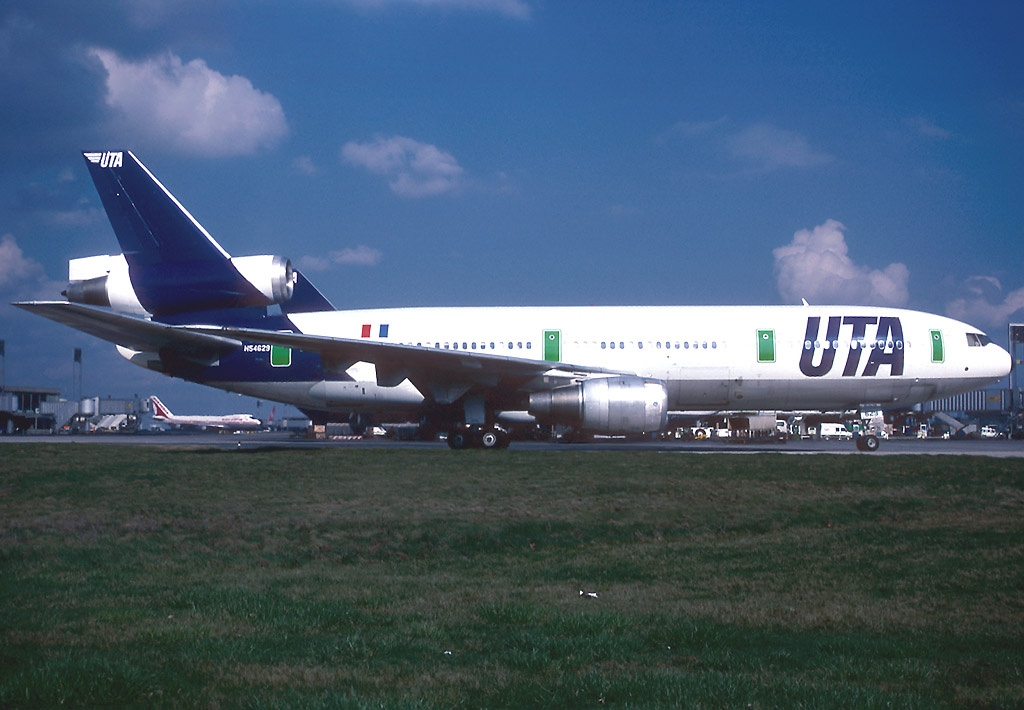
Diese McDonnell Douglas DC-10 wurde am 19. September 1989 durch einen Anschlag zerstört

Bei UTA und ihren Gründungsgesellschaften TAI und UAT kam es zu 20 Totalverlusten von Flugzeugen mit 335 Todesopfern. Union de Transports Aériens selbst verlor insgesamt zwei ihrer Flugzeuge durch Bombenanschläge, davon eines am Boden. Bei einem weiteren Absturz konnte die Ursache nicht aufgeklärt werden. Insgesamt starben bei allen Unfällen der UTA und ihrer Vorgängergesellschaften über 250 Personen.

### Vorgängergesellschaften
- Am 26. Oktober 1946 wurde eine Amiot AAC.1 (Kopie der Junkers Ju 52/3m) der Transports Aériens Intercontinentaux (TAI) (Luftfahrzeugkennzeichen F-BBYL) am Flughafen Marseille-Marignane irreparabel beschädigt. Über Personenschäden ist nichts bekannt.[42]

- Am 6. Januar 1947 geriet eine Amiot AAC.1 der TAI (F-BBYK) aufgrund stark geänderter Windverhältnisse vom Kurs ab und flog in 1800 Meter Höhe in eine schneebedeckte Flanke des Mont Ventoux. Die dreiköpfige Besatzung des Frachtflugs von Marseille nach Lyon überlebte.[43]

- Am 16. Oktober 1947 meldete die Flugbesatzung einer Bristol 170 Freighter Mk. I der TAI (F-BCJN) auf dem Flug von Marseille nach Oran, dass sie ein Triebwerk hatte abstellen müssen. Die Maschine verunglückte im Mittelmeer querab von Cartagena, Spanien. Von den 43 Insassen konnten nur der Navigator und ein Passagier gerettet werden, die anderen 41 kamen ums Leben.[44][45]

- Am 13. Mai 1948 überrollte eine vom Flughafen Le Bourget kommende Handley Page Halifax C.VIII der TAI (F-BCJX) das Landebahnende am Militärflugplatz Bovingdon und blieb schließlich im Flughafenzaun hängen. Die dreiköpfige Besatzung blieb unverletzt. Das auf die Gesellschaft Société Aero Cargo registrierte Flugzeug wurde irreparabel beschädigt.[46][47]

- Am 20. Mai 1948 kam es zur Bruchlandung einer Handley Page Halifax C.VIII der TAI (F-BCJT) auf dem Flughafen Le Bourget. Die dreiköpfige Besatzung überlebte ohne Verletzungen. Das auf die Gesellschaft Société Auxiliaire de Navigation Aérienne (SANA) registrierte Flugzeug wurde jedoch irreparabel beschädigt.[48][49]

- Am 1. Dezember 1948 stürzte eine Handley Page Halifax C.VIII der TAI (F-BCJS) beim Start in dichtem Nebel vom Flughafen Lyon-Bron etwa 1200 Meter hinter dem Startbahnende bei Beauregard im Stadtteil Décines ab. Die Maschine befand sich auf einem kommerziellen Flug zum Flughafen Casablanca-Anfa. Von den acht Insassen wurden drei Passagiere getötet, die anderen beiden sowie die dreiköpfige Besatzung verletzt. Das auf die Gesellschaft Société Aero Cargo registrierte Flugzeug wurde zerstört.[50][51]

- Am 8. Dezember 1950 wurde eine Douglas DC-4/C-54A der TAI (F-BELB) vier Minuten nach dem Start vom Flughafen Bangui, Zentralafrikanische Republik, 16 Kilometer südlich davon in höher gelegenes Gelände geflogen. Die Maschine sollte 50 senegalesische Soldaten nach Dar es Salaam (Tanganjika) bringen. Von den 56 Insassen kamen 46 ums Leben. Unfallursachen waren mangelhafte Karteninformationen, Ignorieren der topographischen Gegebenheiten, eine zu niedrig gewählte Steiggeschwindigkeit und daraus resultierend ein Controlled flight into terrain.[52][53][54]

- Am 18. Juli 1951 verunglückte eine Douglas DC-4/C-54A der TAI (F-BDRI) kurz nach dem Start vom Flughafen Antananarivo-Arivonimamo (Madagaskar). Alle Besatzungsmitglieder des Frachtflugs überlebten.[55]

- Am 11. November 1952 verunglückte eine Douglas DC-4/C-54B der Union Aéromaritime de Transport (UAT) (F-BFVO) in der Nähe des Tschadsees, etwa 120 Kilometer nordnordwestlich des Startorts Fort-Lamy (heute N’Djamena (Tschad)) zu Beginn des Fluges nach Beirut. Vier der fünf Besatzungsmitglieder und der einzige Passagier kamen ums Leben.[56]

- Am 7. Februar 1953 verunglückte eine Douglas DC-4/C-54A der UAT (F-BFGR) im Anflug auf den Flughafen Bordeaux 5,5 Kilometer nordöstlich des Platzes. Die Maschine befand sich auf dem Flug von Abidjan über Casablanca nach Paris. Bei sehr schlechter Sicht sank das Flugzeug zu früh und kollidierte mit einem Wäldchen. Als entscheidender Faktor wird im Unfallbericht eine Übermüdung der Besatzung durch eine exzessive vorangegangene Flugdienstzeit benannt. Neun der 21 Personen an Bord wurden getötet.[57]

- Am 25. Juni 1953 überrollte eine aus Paris kommende De Havilland Comet 1A der UAT (F-BGSC) bei der Landung auf dem Flughafen Dakar-Yoff das Landebahnende. Sie kreuzte dabei einen Entwässerungsgraben, was zum Verlust ihres Fahrwerks führte, und blieb rund 40 Meter hinter dem Landebahnende auf dem Rumpf liegen. Alle zehn Passagiere und sieben Besatzungsmitglieder überlebten. Die erst acht Wochen alte Maschine wurde irreparabel beschädigt.[58]

- Am 18. April 1955 flog eine von Flughafen Yaoundé-Ville kommende De Havilland Heron 1B der UAT (F-BGOI) in den Berg Kupe (Kamerun). Alle 12 Insassen wurden getötet; ein erster nigerianischer Zeitungsbericht, nach dem es vierzehn Insassen und zwei Überlebende gegeben haben sollte, hat sich nicht bestätigt.[59][60]

- Am 3. Juni 1955 überschlug sich eine Douglas DC-4/C-54A der UAT (F-BFVT) bei der Landung auf dem Flughafen Fort-Lamy (heute N’Djamena). Sie soll während eines Gewitters beim Aufsetzen von einem Blitz getroffen worden sein.[61] Die dreiköpfige Besatzung des aus Douala kommenden Frachtflugs kam dabei ums Leben.[62]

- Am 20. Februar 1956 wurde eine Douglas DC-6B der TAI (F-BGOD) 29 Kilometer östlich des Flughafens Kairo-International in den Boden geflogen. Die Piloten der aus Karatschi kommenden Maschine unterschritten im Anflug die Mindestflughöhe um 1500 Fuß (knapp 500 Meter). Von den 64 Insassen wurden 52 getötet. Unfallursache war ein Controlled flight into terrain.[63]

- Am 26. Dezember 1958 geriet eine Douglas DC-6B der UAT (F-BGTZ) beim Start vom Flughafen Salisbury (heute Harare) in 15 Metern Höhe während eines sich nähernden Gewitters in eine Böenwalze und verlor dadurch immer weiter an Geschwindigkeit. Trotz Vollgas sank sie wieder zu Boden und fing Feuer. Die Maschine sollte, von Johannesburg kommend, nach dieser Zwischenlandung am Unfallort weiter nach Brazzaville und dann über Nizza nach Paris fliegen. Drei der siebzig Insassen kamen ums Leben.[64]

- Am 29. März 1959 stürzte eine Nord Noratlas 2502 der UAT (F-BGZB) auf dem Flug von Berbérati nach Bangui (beide: Zentralafrikanische Republik) im Dschungel ab. Die Absturzstelle soll nahe Banga, nach anderen Angaben bei Boda oder Boukpayanga gelegen haben. Alle vier Besatzungsmitglieder und fünf (sechs?) Passagiere kamen dabei ums Leben, darunter der Premierminister Barthélemy Boganda, was zu einer Staatskrise führte.[65][66]

- Am 24. September 1959 kollidierte eine Douglas DC-7C der TAI (F-BIAP) nahe dem Flughafen Bordeaux auf dem Flug nach Bamako etwa 500 Meter hinter dem Startbahnende mit Baumwipfeln und stürzte ab. Der Start fand an der Leistungsgrenze der DC-7 statt. Unter den 65 Insassen gab es 54 Todesopfer.[67]

### Union de Transports Aériens
- Am 2. Oktober 1964 wich eine Douglas DC-6B der UTA (Luftfahrzeugkennzeichen F-BHMS) auf dem Flug vom Flughafen Palma de Mallorca nach Port-Étienne (heute Nouadhibou, Mauretanien) vom Kurs ab und kollidierte etwa 90 Minuten nach dem Start mit dem 3371 Meter hohen Alcazaba in Spanien. Alle 80 Insassen (73 Passagiere und 7 Besatzungsmitglieder) kamen ums Leben. Die Unfallursache wurde nie geklärt.[68]

- Am 10. März 1984 explodierte ein kleiner Sprengsatz im Frachtraum einer Douglas DC-8-63PF (F-BOLL), während diese sich auf dem Flughafen N’Djamena (Tschad) befand. Das Flugzeug wurde daraufhin evakuiert. Zwanzig Minuten nach der ersten Explosion zündete ein zweiter Sprengsatz mit höherer Wirkung, der das Flugzeug zerstörte. Personen wurden nicht verletzt.[69]

- Am 16. März 1986 brach in Paris bei Reinigungsarbeiten in der Kabine einer Boeing 747-300 (F-GDUA) ein Feuer aus. Das Flugzeug wurde als Totalverlust abgeschrieben. Personen wurden nicht verletzt.[70]

- Am 19. September 1989 stürzte eine McDonnell Douglas DC-10 (N54629) auf dem Flug von N’Djamena (Tschad) nach Paris in der Ténéré-Wüste im Norden Nigers ab. Ausgelöst wurde der Absturz durch eine Bombenexplosion auf Reiseflughöhe, 46 Minuten nach dem Start. Alle 170 an Bord befindlichen Personen (156 Passagiere und 14 Besatzungsmitglieder) verloren ihr Leben.[71] Vermutet wurde, dass eine libanesische Schiitengruppe die Explosion herbeigeführt habe (siehe auch UTA-Flug 772).[72]